# Деаерація
Деаерація (від лат. преф. de- зі знач. припинення) (рос.деаэрация, англ. deaeration, нім. Entgasung f, Entlüftung f) – видалення з рідини розчинених у ній газів.

## Приклад
ДЕАЕРАЦІЯ ВОДИ, ( рос.деаэрация воды; англ. water deaeration; нім. Wasserentluftung f) – видалення із води термічними або хімічними методами розчинених у ній газів, головним чином кисню та вільного діоксиду вуглецю.